# Брэдли, Эндрю Сесил
Эндрю Сесил Брэдли (англ. Andrew Cecil Bradley, 26 марта 1851, Клапем (Лондон) — 2 сентября 1935, Кенсингтон) — британский литературовед, шекспировед, эссеист, педагог, профессор Оксфордского университета (1901—1906),

## Биография
Сын священнослужителя.
Окончил Баллиол-колледж Оксфордского университета. В 1874 году получил стипендию и преподавал сначала английский язык, а затем философию до 1881 года. В том же году стал преподавателем литературы в Ливерпульском университете. В 1889 году назначен профессором английской филологии в Университете Глазго.
Автор книги «Шекспировская трагедия» (1904), ряда эссе об «Антонии и Клеопатре», статьи «Отвергнутый Фальстаф», напечатанной в «Оксфордских лекциях о поэзии» (1909), и лекции о «Кориолане», прочитанной в стенах Британской Академии. Брэдли упрекали в том, что он писал о шекспировских персонажах как о реальных людях, однако ныне его работы признаны литературно-критической классикой.
Член Британской академии (с 1910).
Брэдли был одинок на протяжении всей своей жизни и жил со своей сестрой в Кенсингтоне, Лондон. Своё имущество завещал фонду поддержки молодых учёных.